# Тамара Стојчевић
Тамара Стојчевић (Београд, 23. мај 1966) је српски адвокат и политичарка. Обављала је функцију генералног секретара Владе Србије од 2008. до 2012. године.

## Образовање и каријера
Дипломирала је на Правном факултету Универзитета у Београду. Правосудни испит положила је 1993. године.
Обављала је више функција у Скупштини града Београда. Радила је као правник, заменик секретара, секретар Скупштине градске општине Врачар и саветник секретара Скупштине општине. Била је заменик секретара Скупштине града Београда а потом секретар, а од 2004. године начелник Градске управе.
Од 2002. до 2004. године била је заменик члана Изборне комисије Србије, а од 2001. до 2005. заменик секретара Градске изборне комисије града Београда. Од 1999. до 2002. године обављала је функцију секретара Општинске изборне комисије општине Врачар.
Године 2007. изабрана је за секретара Народне скупштине Србије, а 8. јула 2008. именована је за генералног секретара Владе Србије. На тој функцији је остала до 27. јула 2012.